# Карача-Китай
Карача-Китай —  півострів розташований в Україні (Крим).

## Клімат
Температура в липні 27 °C. Температура в січні -7°C. Середня кількість опадів становить 600 міліметрів на рік.